# Emmauskirche (Braunschweig)

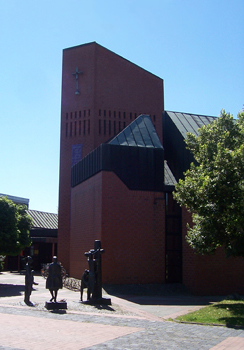
Die Emmauskirche vor der Umgestaltung und der Marktplatz mit der Kreuzabnahme

Die evangelisch-lutherische Emmauskirche im Braunschweiger Stadtteil Weststadt ist das 1983 erbaute Gotteshaus der Evangelischen Kirchengemeinde Weststadt am Muldeweg im Elbeviertel nahe dem Einkaufszentrum Elbestraße. Die Gemeinde gehört zur Propstei Braunschweig und ist Träger von drei Kindertagesstätten.

## Geschichte

### Evangelisch-lutherische Kirchengemeinde Weststadt
Die Evangelisch-lutherische Kirchengemeinde Weststadt wurde 1966 gegründet. Zunächst baute man Gemeindehäuser. Am 30. November 1969 wurde an der Lichtenberger Straße das erste Gemeindehaus der evangelisch-lutherischen Kirchengemeinde Braunschweig-Weststadt eingeweiht, das „Haus der Kirche“.
Am 13. Mai 1973 eröffnete das zweite Gemeindehaus, das „Haus der Begegnung“ an der Donaustraße. Am 9. Oktober 1975 fand das Richtfest für das dritte 1976 eröffnete evangelische Gemeindehaus „Haus der Mitte“ an der Recknitzstraße statt.
Am 14. November 1978 erfolgte der erste Spatenstich für das Gemeindezentrum Emmauskirche.

### Bau der Emmauskirche
Am 12. Juli 1980 fand die Grundsteinlegung für die Emmauskirche am Muldeweg statt. Am 13. März 1983 wurde der mit einer Backsteinfassade versehene, skandinavisch anmutende Bau durch Landesbischof Gerhard Müller feierlich eingeweiht; am 10. November d. J. erfolgte die Einweihung der vor der Kirche befindlichen Großplastik Kreuzabnahme des Kölner Bildhauers Helmut Moos (1931–2017).
1994 wurde dann die vom Orgelbaumeister Rudolf Janke aus Bovenden gebaute Orgel eingeweiht, die mit ihrem traditionell historischen Prospekt einen lebendigen Kontrast zum Kircheninneren abgibt.

### Weitere Entwicklung
Am 10. Juli 2007 fand der letzte Gottesdienst der evangelisch-lutherischen Kirche im „Haus der Kirche“ statt, das verkauft wurde. Die Nachnutzung erfolgt durch eine Baptisten-Gemeinde. Das „Haus der Begegnung“ wurde am 23. Januar 2011 durch einen Neubau ersetzt. Das „Haus der Mitte“ wird heute von der „mit Uns Gemeinde“ genutzt, eine evangelisch-lutherische Gemeinde für Menschen mit geistiger Behinderung und deren Angehörige.

## Orgel

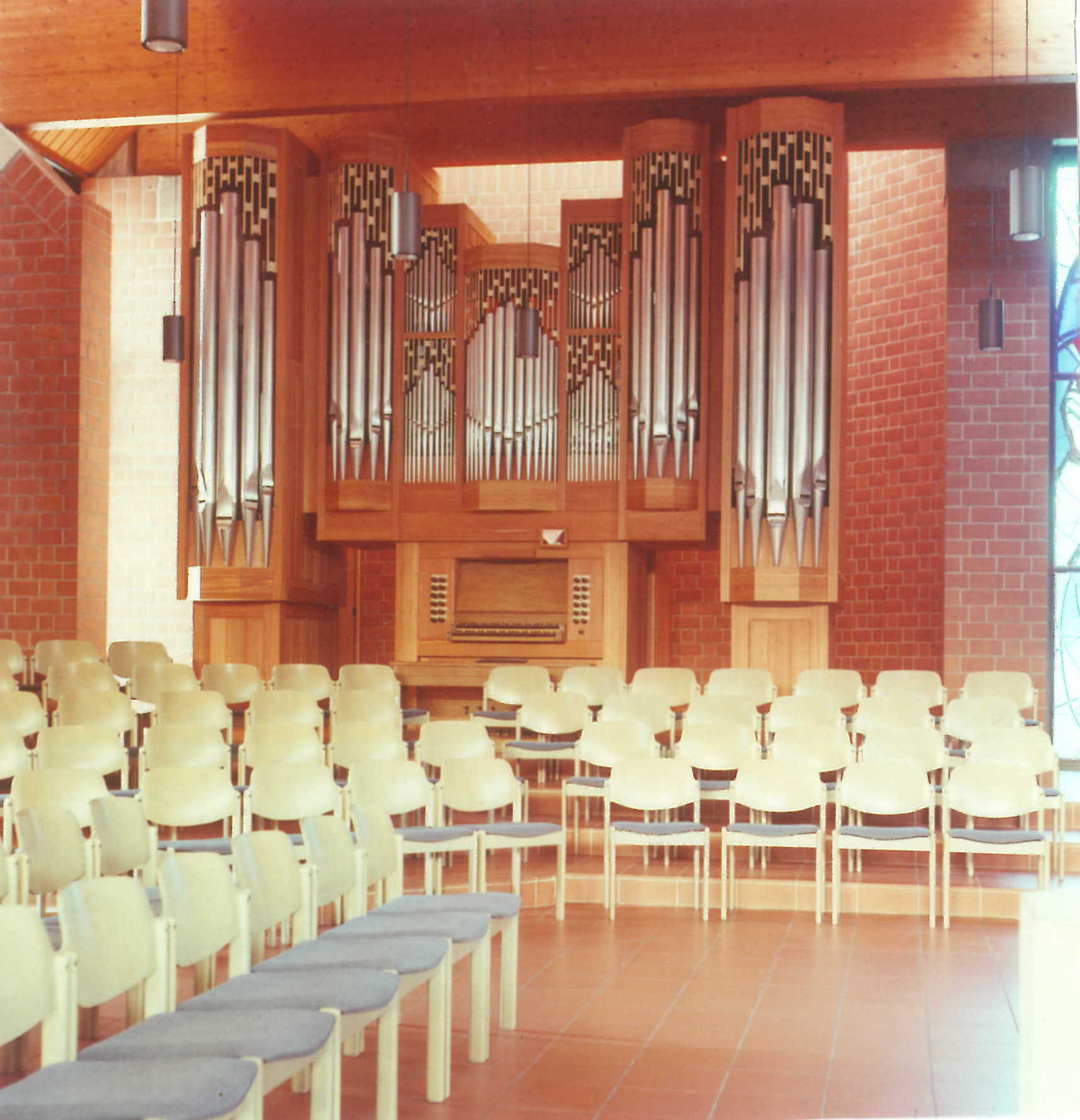
Orgel

Die Orgel wurde 1994 von dem Orgelbauer Rudolf Janke (Bovenden) gebaut. Das rein mechanische Schleifladen-Instrument hat 24 Register auf zwei Manualen und Pedal.
| I Hauptwerk C– |            |        |
| 1.             | Bordun     | 16′    |
| 2.             | Prinzipal  | 8′     |
| 3.             | Rohrflöte  | 8′     |
| 4.             | Oktave     | 4′     |
| 5.             | Spitzflöte | 4′     |
| 6.             | Quinte     | 2 ⁄3′  |
| 7.             | Doublette  | 2′     |
| 8.             | Terz       | 1 3⁄5′ |
| 9.             | Mixtur IV  | 1 ⁄3′  |
| 10.            | Trompete   | 8'     |

| II Schwellwerk C– |                 |        |
| 11.               | Hohlflöte       | 8′     |
| 12.               | Viola da gamba  | 8′     |
| 13.               | Flöte           | 4′     |
| 14.               | Waldflöte       | 2′     |
| 15.               | Sesquialtera II | 2 1⁄3′ |
| 16.               | Rauschpfeife II |        |
| 17.               | Quinte          | 1 ⁄3′  |
| 18.               | Cromorne        | 8′     |

| Pedal C– |          |     |
| 19.      | Subbass  | 16′ |
| 20.      | Violon   | 16′ |
| 21.      | Oktave   | 8′  |
| 22.      | Oktave   | 4′  |
| 23.      | Posaune  | 16′ |
| 24.      | Trompete | 8′  |

Im Jahr 2024 wurde die Orgel im Rahmen umfangreicher Restaurierungsarbeiten durch den Orgelbauer Florian Fay um einen Zimbelstern erweitert.